# 美锦能源
山西美锦能源股份有限公司，股票簡稱美锦能源，是中國一間上市煤炭化工股份有限公司，生產煤炭、焦炭及化工产品。公司母公司為美锦能源集团（美锦集团），但集團擁有的大部份美锦能源的股票已質押。美锦集团亦擁有美锦钢铁，亦是美锦能源股份的第三大客戶，佔8.68%；第一大客戶河钢集团佔50.07%，第二大客戶燕山钢铁佔9.77%。美锦能源股份亦擁有「大连美锦能源有限公司」70%股權。

## 歷史
山西美锦能源股份有限公司成立於1992年，最初名為福州天宇电气股份有限公司（簡稱：天宇电气），股票於1997年5月15日在深圳证券交易所上市，由福州天宇电气集团控股。其後，美锦能源集团（美锦集团）借殼天宇电气上市，於2004年向當時天宇电气股份的第一大股東许继集团購得29.73%股權，2007年完成更名山西美锦能源股份有限公司，並將舊資產售予同名新法人福州天宇电气股份有限公司（许继集团子公司）。2004年，许继集团亦將另外16.28%上市公司股權，售予山西明坤科工贸集团，使後者成為第二大股東。美锦集团是由姚巨货家族擁有，家族成員有姚巨货（父親）、姚俊良、姚俊杰、姚俊花、姚三俊、姚四俊、姚俊卿（子女）等。而美锦集团創立於2000年，當時名為「美锦能源有限公司」。
2011年，美锦能源股份董事、副总经兼理美锦集团副总裁姚四俊及其子姚锦飞牵涉入内幕交易案。事源美锦集团計劃借殼凯诺科技（現稱海澜之家），但姚四俊則泄露内幕消息予姚锦飞及下屬张建华，以供買賣凯诺科技的股票套利。在姚四俊被法院判罰的同時，美锦集团亦取消利用凯诺科技借殼上市。
2015年，上市公司以發行新股支付收購價的形式，進一步向母公司美锦集团買入資產，美锦集团並增持上市公司至89.99%。期間，美锦集团不斷牵涉入法律糾紛之中。